# المجد (فلم 1957)
المجد هو فيلم مصري عرض عام 1957، بطولة فريد شوقي وهدى سلطان، ومن إخراج السيد بدير. وهو أول فيلم يخرجه.

## قصة الفيلم
تدور الأحداث حول ممثل يتزوج من سيدة جافة المشاعر، ينجب منها طفلًا واحدًا، لكنها تقضي أغلب وقتها في السهرات الصاخبة، ويسافر إلى لبنان ليكتب فيلم سينمائي، وهناك يقابل سيدة تشد من أزره.

## طاقم التمثيل
- فريد شوقي: (فريد)
- هدى سلطان: (هدى)
- زوزو نبيل: (زوجة فريد)
- يحيى قاسم: (يحيى - ابن فريد)
- سراج منير: (سراج)
- أحمد علام
- محمود شكوكو
- محمد توفيق
- سناء جميل
- عبد العليم خطاب
- عبد النبي محمد
- سلوى محمود
- كامل أنور
- أنور زكي
- فتحية شاهين
- زكي إبراهيم
- ليلى حمدي
- حسين إسماعيل
- أحمد لوكسر
- عبد العزيز صفوت
- صبري عبد العزيز
- علي العريس
- محمد الحاتي

## فريق العمل
- إخراج: السيد بدير
- قصة: فريد شوقي
- سيناريو: السيد بدير، فريد شوقي، عبد الرحمن شريف
- حوار: السيد بدير
- مدير التصوير: وديد سري
- مونتاج: ألبير نجيب
- إنتاج: أفلام العهد الجديد
- توزيع: أفلام مصر الجديدة
- موسيقى تصويرية: فؤاد الظاهري
- توزيع الموسيقى: أندريه رايدر
- تأليف الأغاني: صالح جودت، محمد علي أحمد
- ألحان الأغاني: محمد فوزي